# Her First Biscuits
Her First Biscuits è un cortometraggio muto del 1909 scritto e diretto da David W. Griffith. Prodotto e distribuito dalla Biograph Company, il film uscì nelle sale il 17 giugno 1909.

## Trama
Una sposina crede di aver avuto una buona idea quando si mette a fare i biscotti per il marito. Francamente immangiabili, lui finge di apprezzarli mentre in realtà, dopo averli assaggiati, butta quelli che restano fuori dalla finestra. Credendo che il marito li abbia mangiati tutti, lei gliene lascia una scatola piena sulla scrivania. Mentre lui è nella stanza vicina che si contorce per l'indigestione, nel suo ufficio entrano i clienti. Essendo un agente teatrale, i suoi clienti sono attori, una categoria che notoriamente soffre spesso i morsi della fame. Gli attori, vedendo i biscotti, si buttano avidamente sulla scatola ma ben presto tutti vengono colti da dolori, spasmi e crampi. Altre vittime dei fatali biscotti sono uno scassinatore e un poliziotto. Pare proprio che la signora Emma Jones sia colpevole di omicidio colposo all'ingrosso... Ma poi tutto si risolve solo con una gran mal di pancia: le vittime sono in convalescenza e la pace è ripristinata quando il signor Jones scaglia tutto quel cibo pericoloso in strada.

## Produzione
Il film fu prodotto dalla Biograph Company. Fu girato il 20 aprile 1909 negli studi della compagnia a Fort Lee nel New Jersey.

## Distribuzione
Distribuito dalla Biograph Company, il film - un cortometraggio di 157 metri - uscì nelle sale cinematografiche statunitensi il 17 giugno 1909. Nelle proiezioni, veniva programmato con il sistema dello split reel, accorpato in un'unica bobina con un altro cortometraggio prodotto dalla Biograph, The Faded Lilies.
Copie del film - che, nel 2006, è stato pubblicato in DVD dalla Grapevine video - sono conservate negli archivi del Mary Pickford Institute for Film Education film collection.